# سباق تسلح

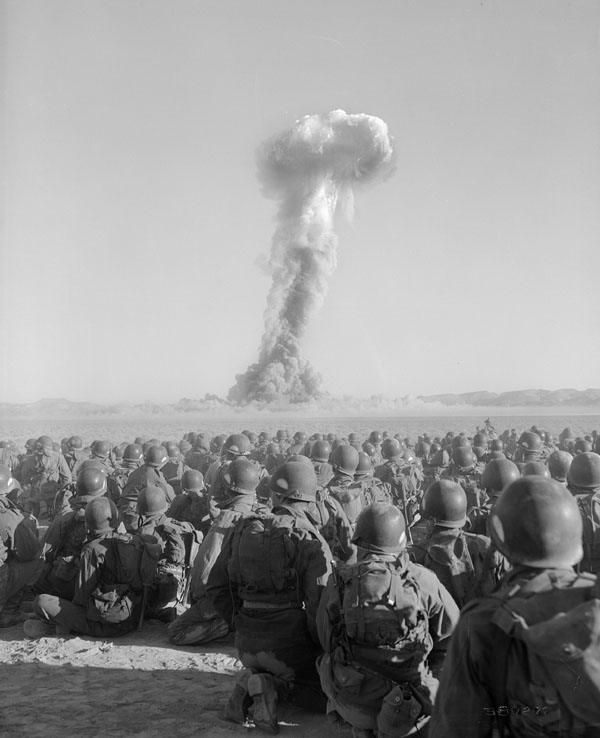

سباق التسلح هو مصطلح يصف صراع أو سباق بين دولتين متحاربتين، غالباً دول متعادية، في سبيل التفوق العسكري. وذلك عن طريق الحصول على عدد أكبر من الأسلحة، وقوات مسلحة أكبر، والتمكن من تصنيع معدات ذات تقنية عسكرية أفضل، وأفضل مثال على ذلك هو سباق التسلح الذي كان موجودا فيما عرف باسم الحرب الباردة بين الاتحاد السوفيتي (روسيا) والولايات المتحدة الأمريكية والذي انتهى بانتصار أمريكا وتفكك الاتحاد السوفيتي.